# Callaway (Nebraska)
Callaway je selo u američkoj saveznoj državi Nebraska. Prema popisu stanovništva iz 2010. u njemu je živjelo 539 stanovnika.